# 茂呂町 (市原市)
茂呂町（もろちょう）は、千葉県市原市の市原地区にある大字。郵便番号は290-0000。

## 概要
市原市最北部の市原地区に位置する。千葉市緑区から編入した区域のため同地名が存在する。

## 地理
ちはら台とおゆみ野のふたつのニュータウンに接する位置にある。北で千葉市緑区茂呂町と接する。

## 歴史

### 年表
- 1994年10月1日 - 千葉市から市原市に編入
- 1995年10月1日 - 千葉市からさらに追加で編入

### 編入区域一覧
- 1994年9月22日届出、1994年10月1日施行
  - 千葉市緑区茂呂町49の4から49の6まで、50の2、53の4の一部、53の5、63の1、67の1、68の1、70の1、71の1、71の2、72から77まで、78の1、78の2、79から82まで、83の1から83の5まで、85の1、86の2、87の1、88の1、94の1、95の1、96の1、97の2、97の3、98から110まで、111の1から111の3まで、112、113、114の1、114の2、115から118まで、119の1、119の3、120の1、122の1、123、124の1、124の2、125から159まで、160の1から160の7まで、161、162の1、162の2、163から172まで、173の1から173の5まで、174、175の1から175の5まで、176、177、178の1、178の2、179、180の1、180の2、181から185まで、187から208まで、209の1から209の3まで、210の1から210の3まで、211の1から211の3まで、212の1、212の2、213の1、213の2、214、215の1から215の8まで、216から218まで、219の1から219の3まで、220、221の1、221の2、222、223、224の1、224の2、225の1から225の4まで、227の1、227の2、228から230まで、231の1、231の2、232から235まで、236の1、236の2、237の1から237の4まで、238、239の2から239の6まで、240から250まで、251の1、251の2、252の1から252の4まで、253の2、254の1、254の3、254の4及びこれらの区域に隣接介在する道路、水路である国有地の一部[4]
- 1995年8月24日届出、1995年10月1日施行
  - 千葉市緑区茂呂町48の3及びこれらの区域に隣接する道路である国有地の一部[4]

## 世帯数と人口
2022年4月1日現在の世帯数と人口は以下の通りである。
| 大字   | 世帯数 | 人口 |
| ------ | ------ | ---- |
| 茂呂町 | 0世帯  | 0人  |

## 通学区域
市立小学校・市立中学校及び県立高等学校の通学区域は以下の通りである。
| 町丁字 | 番地 | 小学校             | 中学校             | 高等学校 |
| ------ | ---- | ------------------ | ------------------ | -------- |
| 茂呂町 | 全域 | 市原市立菊間小学校 | 市原市立菊間中学校 | 第9学区  |